# Ladislav Rašín

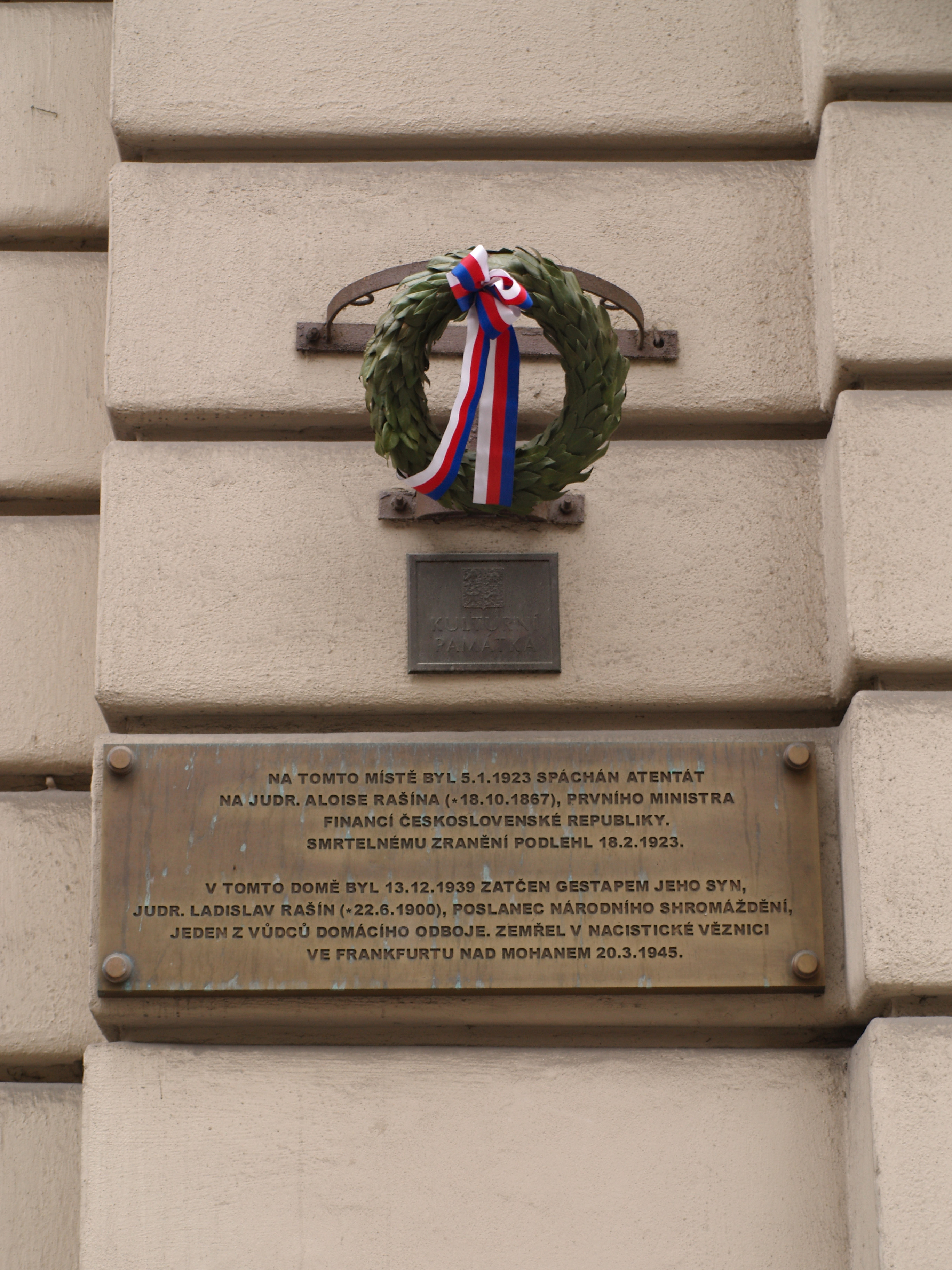
Pamětní deska Ladislava Rašína a jeho otce Aloise na domě, kde oba bydleli a kde byl Ladislav zatčen a před kterým byl Alois postřelen; slavnostní odhalení desky proběhlo 17. října 2003

Ladislav Rašín (22. června 1900, Praha – 20. března 1945, Frankfurt nad Mohanem) byl český politik a právník.

## Život
Narodil se jako první syn pozdějšího ministra financí Aloise Rašína a jeho manželky Karly, rozené Janské. Patřil k první generaci českých skautů, jako chlapec vstoupil do III. skautského oddílu Miloše Kliky. Od roku 1915 se účastnil aktivně oddílového dění v roverské družině Bobrů a jako první získal skautskou odborku Lyžař.
Po první světové válce začal studovat práva na Právnické fakultě Univerzity Karlovy a současně působil jako osobní tajemník svého otce. Svá studia úspěšně ukončil v roce 1923. V roce 1924 sepsal na základě studia materiálů z pařížské mírové konference knihu Vznik a uznání československého státu, která dokazovala význam 28. října 1918 pro vznik Československa. Připravil též k vydání Paměti svého otce, které vyšly v roce 1929. Po ukončení studií se začal věnovat advokacii, v době první republiky obhajoval například Jiřího Stříbrného.
Dne 11. ledna 1928 se oženil s úřednicí Annou Trefnou (13. září 1902 - 1935) v Praze. Vztah byl bězdětný a Ladislav se později rozvedl. V roce 1930 se seznámil se sekretářkou Marií Plouharovou (13. dubna 1900 - 2. června 1990). V roce 1936 se vzali a měli dvě děti: Ladislava (20. září 1937- 1992) a Janu (28. září 1938 - 4. srpna 2013).
Ladislav Rašín působil, stejně jako jeho otec, v Československé národní demokracii. V jejím rámci se angažoval ve skupině členů okolo časopisu Národní myšlenka, jehož byl spoluzakladatelem. Aktivně též působil v Mladé generaci Československé národní demokracie. V roce 1935 by zvolen poslancem za Národní sjednocení. Při obecních volbách na jaře 1938 navrhoval v obcích s vysokým zastoupením německého obyvatelstva jednotné kandidátky českých stran, které by byly účinnou protiváhou nacisticky a protičesky zaměřené SdP, která měla podporu drtivé většiny německého obyvatelstva. Jeho návrh se mu však nepodařilo zrealizovat.
V období tzv. mnichovské krize byl jedním z hlavních odpůrců kapitulace a jedním z vedoucích představitelů Výboru na obranu republiky. Krátce po podpisu Mnichovské dohody se zúčastnil schůzky významných osobností, které se nechtěly smířit s kapitulací a diskutovaly o možnosti vojenského odporu. Jednou ze zvažovaných možností byl i vojenský převrat, k žádnému rozhodnutí ale nedošlo.
V době druhé republiky patřil mezi odpůrce změn politického systému. Po německé okupaci a vyhlášení Protektorátu Čechy a Morava se zapojil do odbojové činnosti v rámci Politického ústředí.
13. prosince 1939 byl zatčen gestapem a uvězněn ve věznici na Pankráci. V létě 1940 byl převezen do Berlína a v prosinci 1941 postaven před soud. Před soudem pronesl odvážnou obhajobu, při které se prohlásil za věrna svému národu a obvinil Německo z porušování protektorátní autonomie. Soud jej odsoudil k trestu smrti, rozsudek byl po roce změněn na 15 let těžkého žaláře. Prošel řadou věznic a během pobytu v nich těžce onemocněl. Zemřel krátce před příchodem americké armády ve vězeňské nemocnici ve Frankfurtu nad Mohanem.
Roku 1995 mu byl in memoriam propůjčen Řád T. G. Masaryka I. třídy.

## Citáty
Promiňte pane prezidente, že s Vámi nesouhlasím. Na tomto Hradě vládli čeští králové samostatnému státu a určovali často dějiny Evropy. Zde na tomto Hradě se ale nikdy neustupovalo. Měli jsme se bránit. Ustoupili jsme sami. Příští generace nás odsoudí, že jsme bez boje odevzdali své kraje. V čem má národ vidět sílu a v co má věřit, když jsme mu vzali armádu, která bez výstřelu opouští pozice? K té cizí zbabělosti připojujeme zbabělost vlastní. Je pravda, že jiní zradili nás, ale my zrazujeme sami sebe.
k Edvardu Benešovi po kapitulaci ČSR, 1938
Jest jisto, že jsme naší vlasti zasadili smrtelnou ránu, a je pochybno, zda jsme zachránili mír na dobu delší několika měsíců. Nebyl jsem z těch, kdo chtěli zachraňovati mír za tu cenu, kterou jsme zaplatili. Kde tribunové měli slovo mír, já opakoval rozkolnicky „k boji!“, a takových nás bylo několik…
Ano, poprvé ve svých dějinách vydala vláda českého národa své území bez boje, vydala Chlumec, kde Soběslav I. porazil německá vojska Lothara III., vydala Žatec, jedno z prvních měst, která se přiznala za vyznavače a obránce kalicha, u jehož bran porazila husitská vojska přesilu křižáckou, vydala Ústí nad Labem, kde r. 1426 rozprášilo 25.000 českých bojovníků 75.000 Sasů, vydala Tachov, Stříbro a Chomutov, která byla svědky německých porážek, vydala hrad Kalich, jediný majetek Jana Žižky, kromě domu na Novém Městě pražském, na jehož místě stojí dnes – jaká to ironie! německé kasino. Vydala Prachatice, kam chodil do školy Jan Hus, i Fulnek, kde učil Jan Amos Komenský, vydala půdu, která patřívala pánům z Růže, Berkům z Dubé, purkrabím pražským, pánům z Lipé i pánům ze Švamberka, Harantům z Polžic a Bezdružic, pánům z Kravař, Žerotínům ze Žerotína i pánům z Budova a ze Sulevic, z nichž Václav Budovec z Budova a Kašpar Kaplíř ze Sulevic byli popraveni na Staroměstském náměstí…
V duši národa musí plápolati plamínek národní víry. Národ je veliký jen silou své odvahy, vřelostí své víry a velikostí odhodlání snášeti utrpení a přinášeti oběti budoucnosti. Tři sta let čekal český národ na obnovení své samostatnosti. Celá desetiletí čekali Poláci na své vzkříšení, 20 let čekali Maďaři na svoji revisi. I my musíme znovu čekati, musíme živiti plamínek víry, aby nám neuhasl, abychom nepropadli resignaci, aby z národa božích bojovníků se nestal národ podlých otroků. Světové dějiny viděly už často vznikat a zanikat mocné a světové říše. Charakter národa na konec rozhodne o tom, zda ne-li my, tedy naše děti dožijí se nové, lepší svobody a neodvislosti…
Ladislav Rašín, projev v pomnichovském parlamentu 14. 12. 1938